# Bauhoffacharbeiter
Der Bauhoffacharbeiter ist ein Ausbildungsberuf, der seit 2005 von der RegioKomm Hesselberg gKU, einem Zusammenschluss von 17 Kommunen der Hesselbergregion in Westmittelfranken, angeboten wird. Der Ausbildungsgang ist speziell auf Hauptschulabsolventen abgestimmt und bietet Kommunen die Möglichkeit, ihren eigenen qualifizierten Mitarbeiter im eigenen Bauhof auszubilden. Ausbildungsinhalte sind unter anderem ein Minibaggerschein, Pflasterarbeiten, Winterdienst, Landschaftspflege und die Wartung und Aufstellung von Spielgeräten.